# Main Interior Building
Lo Stewart Lee Udall Department of the Interior Building, noto semplicemente come Main Interior Building, è un palazzo di Washington, sito nel quartiere di Foggy Bottom, che funge da sede del Dipartimento dell'interno degli Stati Uniti d'America oltre che del Museo dell'interno e della Biblioteca dell'interno.
L'edificio è tutelato dal 1986 come monumento storico nel National Register of Historic Places e dal 2010 è intitolato all'ex Segretario dell'interno Stewart Lee Udall.

## Storia
Sotto la presidenza di Franklin Delano Roosevelt si evidenziò la necessità di trovare una nuova sede per il Dipartimento dell'interno, ospitato dal 1917 presso lo United States General Services Administration Building, sebbene numerosi uffici fossero sparsi in almeno altri 15 stabili affittati nella capitale. Il Segretario dell'interno, Harold LeClair Ickes si adoperò inizialmente per trasferire la sede presso il palazzo della Commissione del commercio interstatale, allora in costruzione, ma vista la necessità di un atto del Congresso, si optò per la costruzione di un nuovo edificio. Ickes, che era al contempo a capo della Public Works Administration, stanziò, col benestare del Presidente Roosevelt, 12,74 milioni di dollari per la costruzione del nuovo edificio.
Nel 1934, tra tre siti proposti, fu scelto quello compreso tra la 18ª e la 19ª Strada e tra le strade C ed E. Il progetto fu assegnato all'architetto Waddy Butler Wood, sebbene Ickes mantenne un ruolo nella progettazione attiva dell'edificio. Su sua iniziativa fu anche realizzato un negozio per promuovere l'arte nativo-americana, decorato con alcuni murales realizzati da Allan Houser e Gerald Nailor Sr..
A partire dal 2002 l'edificio è stato oggetto di restauro.